# Chattahoochee-Gletscher
Der Chattahoochee-Gletscher ist ein Gletscher in der Convoy Range im ostantarktischen Viktorialand. Er fließt in nordöstlicher Richtung zwischen den Gebirgszügen Wyandot Ridge und Eastwind Ridge.
Der United States Geological Survey kartierte ihn anhand geodätischer Vermessungen und mithilfe von Luftaufnahmen der United States Navy. Das Advisory Committee on Antarctic Names benannte ihn 1964 nach der USNS Chattahoochee, einem von 1961 bis 1962 und zwischen 1962 und 163 im McMurdo-Sund eingesetzten Tanker der US-Verbände.